# Семевский, Николай Анатольевич
Семевский Николай Анатольевич (5 мая 1898 — 14 февраля 1971) — советский тифлопедагог.

## Биография
Н. А. Семевский родился в Москве 5 мая 1898 года в семье служащих. Его отец А. И. Семевский 35 лет прослужил в Московском государственном сберегательном банке сначала счетоводом, потом заведующим отделением. Мать М. Ф. Семевская работала в канцелярии Правления Московско-Казанской железной дороги.
С 1909 по 1918 г. Н. А. Семевский учился в Московском частном реальном училище инженеров Ф. Ф. Виноградова и Е. Я. Козинцова.
В сентябре 1918 поступает на первый курс инженерного отделения Тимирязевской сельскохозяйственной академии. Не закончил полный курс обучения. С 1923 г. работает помощником начальника Лучковских государственных заводов во Владимирской губернии. В 1925 г. он перешёл на работу в заводское конструкторское бюро на должность инженера-рационализатора, а затем был откомандирован в Москву на должность заведующего отделом снабжения Лучковских заводов. Одновременно занимался частной практикой — преподавал черчение на дому. В 1926 г. начал преподавательскую деятельность. В 1931 г. закончил чертёжно-конструкторские курсы.
В 1933 г. Московский городской отдел народного образования направил Н. А. Семевского в Московский институт для слепых детей (так называлась в то время школа-интернат на 1-й Мещанской улице) для постановки преподавания черчения. В 1937 г. Н. А. Семевский из-за разногласия с директором Московского института для слепых детей В. В. Тарнопольским был вынужден прервать свои занятия со слепыми детьми в институте. Он работает преподавателем черчения во Всесоюзном научно-исследовательском институте электрификации сельского хозяйства и во Всесоюзном научно-исследовательском институте механизации сельского хозяйства.
Во время Второй мировой войны работал преподавателем черчения в калужском техникуме коммунального строительства. В 1945 г. руководит экспериментальной работой по освоению детьми тифлографики. Работал в школе № 1 для слепых детей. Был внештатным сотрудником Научно-исследовательского института дефектологии АПН СССР. В этом качестве руководил курсами повышения квалификации тифлопедагогов.
За большие заслуги в области тифлопедагогики Н. А. Семевскому была установлена персональная пенсия Республиканского значения.
Умер Н. А. Семевский в Москве 14 февраля 1971 года. Похоронен на Введенском кладбище (29 уч.).

## Вклад в развитие отечественной тифлопедагогики
Большую часть своей жизни Н. А. Семевский разрабатывал проблемы обучения слепых тифлографики (графика, преобразованная для слепых и слабовидящих, удовлетворяющая их потребности в различных видах деятельности По способам выполнения она предназначена для тактильного, зрительно — тактильного и зрительного восприятия). С 1934 г. Н. А. Семевский конструирует тифлографические приборы и все инструменты и принадлежности к ним. Первое авторское свидетельство на прибор Н. А. Семевский получает в 1935 г. Всего Н. А. Семевский сконструировал пять вариантов тифлографических приборов. В 1945 г. Н. А. Семевский проводит экспериментальную работу по внедрению своего прибора. Работа прошла успешно. Слепые дети легко выполняли чертежи по геометрическому, проекционному и техническому черчению, вычерчивали учебные схемы, рельефные графики и таблицы. Благодаря научным разработкам Н. А. Семевского Министерство посвящения РСФСР в 1954—1955 г. ввело в учебный план школ для слепых детей новый предмет тифлографику (рельефное черчение и рельефное рисование). Н. А. Семевский разработал методику преподавания рельефного черчения и рельефного рисования в школах для слепых. Н. А. Семевский составил альбомы рельефных чертежей и схем. Благодаря деятельности Н. А. Семевского слепые получили возможность читать рельефные рисунки и чертежи, а также самостоятельно их выполнять. Это значительно улучшило процесс обучения в школах для слепых и положительно повлияло на подготовку слепых к трудовой деятельности.

## Труды
- Семевский Н. А. Введение графики в систему школьного профессионального обучения слепых /Н. А. Семевский //Использование учебно-наглядных пособий в школе слепых: сборник статей. — М.: Учпедгиз, 1952. — С.7-16.
- Семевский Н. А. Графика слепых // Курьер ЮНЕСКО: окно, открытое в мир. — 1957. — № 10. — С.16.
- Семевский Н. А. К вопросу о преподавании графики в школах слабовидящих детей /Н. А. Семевский //Опыт работы школ слабовидящих детей: сборник статей. — М.: Учпедгиз, 1954. — С.119-129.
- Семевский Н. А. На пути к прекрасному // Жизнь слепых. — 1966. — № 12. — С.18-21. — О применении тифлографики в эстетическом воспитании незрячих.
- Семевский Н. А. Ни слова без представления //Жизнь слепых.- 1968.- № 1.- С.23-24.- Тифлографика позволяет ученикам школ слепых приобщаться к восприятию искусства: рисунок, живопись, архитектура. Представления о цвете.
- Семевский Н. А. Обучение графике в школе слепых.- М.,1952.
- Семевский Н. А. Обучение рисованию в школе слепых /Н. А. Семевский.- М. : Учпедгиз, 1960.- 216 с. — Прибор для овладения техникой черчения. Для учащихся 6-8 классов школ слепых и слабовидящих.
- Семевский Н. А. Основные учебные пособия для преподавания черчения в школе слепых /Н. А. Семевский //Учебно-воспитательная работа в специальных школах: (школы для глухонемых, слепых детей и воспомогательные школы): Вып.4.- М.: Учпедгиз, 1953.- С.63-65.
- Семевский Н. А. Очередные задачи тифлографики //Наша жизнь.- 1969.- № 1.- С.20-21.- Развитие пространственных представлений и воображения. Рельефная графика (тифлографика) в школах для слепых. Тактильная память.
- Семевский Н. А. Пособие по тифлографике : для учащихся очно-заочных школ /Н. А. Семевский, О. И. Егорова.- М. : Просвещение, 1984.
- Семевский Н. А. Роль тифлографики в обучении слепых детей и подготовка их к практической деятельности /Н. А. Семевский //Подготовка учащихся школ слепых к трудовой деятельности.- М.: АПН РСФСР, 1958.- С.68-81.
- Семевский Н. А. Роль тифлотехники в обучении слепых детей и подготовка их к практической деятельности //Специальная школа.- 1958.- № 2.- С.97-106.
- Семевский Н. А. Тифлографика в старших классах школы /Н. А. Семевский //Методы и тифлотехнические средства обучения в школе слепых.- М.: Просвещение, 1964.- С.57-62.- Тифлографика — оригинальная система изобразительной деятельности, позволяющей слепому человеку значительно расширить свои познавательные возможности, приобрести способности в различных видах трудовой деятельности.
- Семевский Н. А. Тифлографика в школе /Н. А. Семевский //Обучение и воспитание слепых детей. — М.: Учпедгиз, 1956. — С.129-145.
- Семевский Н. А. Тифлографический прибор Семевского (модель 1954 года) /Н. А. Семевский. — М. : Главучтехпром, 1958. — 22 с.